# COVID-19 в США
Первые случаи заражения коронавирусной инфекцией 2019 (COVID-19) в Соединённых Штатах Америки были зафиксированы в январе 2020 года. В дальнейшем случаи заражения были зарегистрированы во всех 50 штатах, округе Колумбия, всех населённых территориях США кроме Американского Самоа и Северных Марианских Островов. 26 марта 2020 года США вышли на первое место в мире по числу заболевших, опередив Китай и Италию. 11 апреля США вышли на первое место в мире по числу умерших от COVID-19.
На декабрь 2023 года количество умерших от ковида в США составляет 1 158 185 человек.
По состоянию на 27 апреля 2021 года в США было выявлено 32 175 049 случаев заражения по данным Университета Джонса Хопкинса и 31 924 610 подтверждённых случаев по данным Центров по контролю и профилактике заболеваний США.
В феврале 2021 года количество умерших от ковида в США превысило 500 тысяч человек, а в марте 2022 года 1 млн человек. Это вдвое больше, чем потери США в двух мировых войнах и Вьетнамской войне, вместе взятых.
Первый случай заражения COVID-19 в США был подтверждён 20 января 2020 года у 35-летнего мужчины, вернувшегося из китайского города Ухань за пять дней до этого. 29 января 2020 года президент США Дональд Трамп объявил о создании оперативной рабочей группы (White House Coronavirus Task Force) «по мониторингу, предотвращению, сдерживанию и ослаблению» распространения COVID-19. Через два дня Дональд Трамп объявил о введении чрезвычайной ситуации в области здравоохранения (Public health emergency) и анонсировал ограничения для  путешествий из Китая в США. 26 февраля в Северной Калифорнии был зарегистрирован первый в США случай заболевания COVID-19 «неустановленного происхождения»: человек «не имел установленного риска воздействия вируса после путешествия или близкого контакта с другим заражённым». Случай был подтверждён Центром по контролю и профилактике заболеваний США в Северной Калифорнии.
Тестирование на коронавирусную инфекцию COVID-19 в США началось ещё в январе, но оно шло медленно: к 28 февраля было проведено лишь 4 тысячи тестов. К 20 марта было проведено 100 тысяч тестов. Тесты начали проводить частные компании по всей стране.
16 марта 2020 года Правительство США рекомендовало не допускать собраний людей свыше 10 человек. 19 марта 2020 года Государственный департамент США рекомендовал всем гражданам страны избегать международных путешествий. В марте Федеральное агентство по управлению в чрезвычайных ситуациях поручило инженерным войскам подготовиться к расширению площадей для использования в качестве госпиталей и отделений реанимации, включая переоборудование отелей, общежитий и конференц-центров.
В рамках борьбы с распространением вируса были закрыты школы и другие образовательные учреждения, отменены выставки, конвенты, музыкальные фестивали и концерты, спортивные соревнования и прочие публичные мероприятия.
25 марта 2020 года Сенат США принял CARES Act (англ. Coronavirus Aid, Relief, and Economic Security Act) о выделении 2 триллионов долларов для стимулирования экономики в связи с пандемией коронавируса. 27 марта законопроект был поддержан Палатой представителей США и подписан президентом Дональдом Трампом. Данный пакет мер по оказанию помощи американским гражданам стал крупнейшим за всю историю США. Из него финансировались выплаты пособий по безработице, помощь больницам, содействие бизнесу и целым отраслям, а также единовременные выплаты гражданам США в размере 1200 долларов на человека.

## История распространения

К началу апреля в Нью-Йорке было зарегистрировано более половины от всех случаев заражения в США. На карте показано число заболевших на 100 000 жителей Нью-Йорка

Вспышка COVID-19, которую Всемирная организация здравоохранения (ВОЗ) объявила пандемией 11 марта 2020 года, распространялась по США неравномерно. 94 из 154 смертей от COVID-19, зафиксированных в США к 20 марта, произошли в штате Вашингтон. К концу марта эпицентром эпидемии коронавирусной инфекции в США стал Нью-Йорк (см. Распространение COVID-19 в Нью-Йорке). К 25 марта 56 % всех подтверждённых случаев заболевания в США приходилось на Нью-Йорк. По данным на 24 марта смертность по подтверждённым случаям заболевания COVID-19 составляла 1,3 %. В большинстве других стран смертность была значительно выше: 4 % в Китае, 9,8 % в Италии, 7,1 % в Испании, 4,9 % во Франции, 5,2 % в Великобритании.
Центры по контролю и профилактике заболеваний США (CDC) рекомендовали гражданам США воздержаться от полётов в Китай, Иран, Малайзию, Великобританию, Ирландию и во все 26 стран, входящих в Европейский союз и Шенгенскую зону. США также закрыл въезд в страну иностранных граждан, которые посещали Китай, Иран и страны ЕС за последние 14 дней. Американские граждане, которые возвращались домой после путешествия в вышеуказанные регионы, обязывались пройти  медицинский осмотр и соблюдать карантин.
К середине марта все 50 штатов США получили возможность проведения тестирования на COVID-19 при помощи CDC или коммерческих лабораторий, однако число доступных тестов оставалось ограниченным, из-за чего оценки реального количества заболевших были затруднены. Согласно рекомендациям CDC лечащий врач должен оценить состояние пациента, используя данные личного осмотра и методические указания, прежде чем дать направление на тест. К 12 марта диагностированные случаи заболевания COVID-19 в США превысили одну тысячу, после чего это число удваивалось каждые два дня и к 20 марта достигло 17 тысяч.
К 26 марта США вышли на первое место в мире по числу заболевших, опередив Китай и Италию.
К 27 марта число заболевших в США превысило отметку в 100 000, к 1 апреля — 200 000, к 5 апреля — 300 000, к 8 апреля — 400 000, к 10 апреля — 500 000, к 14 апреля — 600 000, к 18 апреля — 700 000, к 21 апреля — 800 000, к 24 апреля — 900 000. К вечеру вторника 28 апреля общее количество зарегистрированных в США случаев заболевания COVID-19 превысило 1 миллион. К 19 мая число зарегистрированных случаев заболевания в США превысило отметку в 1,5 миллиона.
11 апреля США вышли на первое место в мире по числу умерших от COVID-19, опередив по этому показателю Италию: число умерших превысило 20 000 человек. К концу мая число умерших от COVID-19 в США превысило 100 000 человек.
30 ноября 2020 года учёные CDC опубликовали результаты своего исследования, согласно которым первые случаи заражения произошли на несколько недель раньше, чем об этом заявили официальные органы: не в январе 2020 года, а ещё в декабре 2019 года
С начала пандемии по 31 декабря 2021 года зафиксировано 1,8 млн. случаев коронавируса у детей возрастом от 12 до 15 лет. 246 подростков скончались.
28 декабря 2021 года зафиксирован рекорд суточного заражения коронавирусом - 254 496 случая.
Статистика заражений коронавирусом Covid-19 в США на 29 мая 2022 - 1320 больных.

## Реакция властей

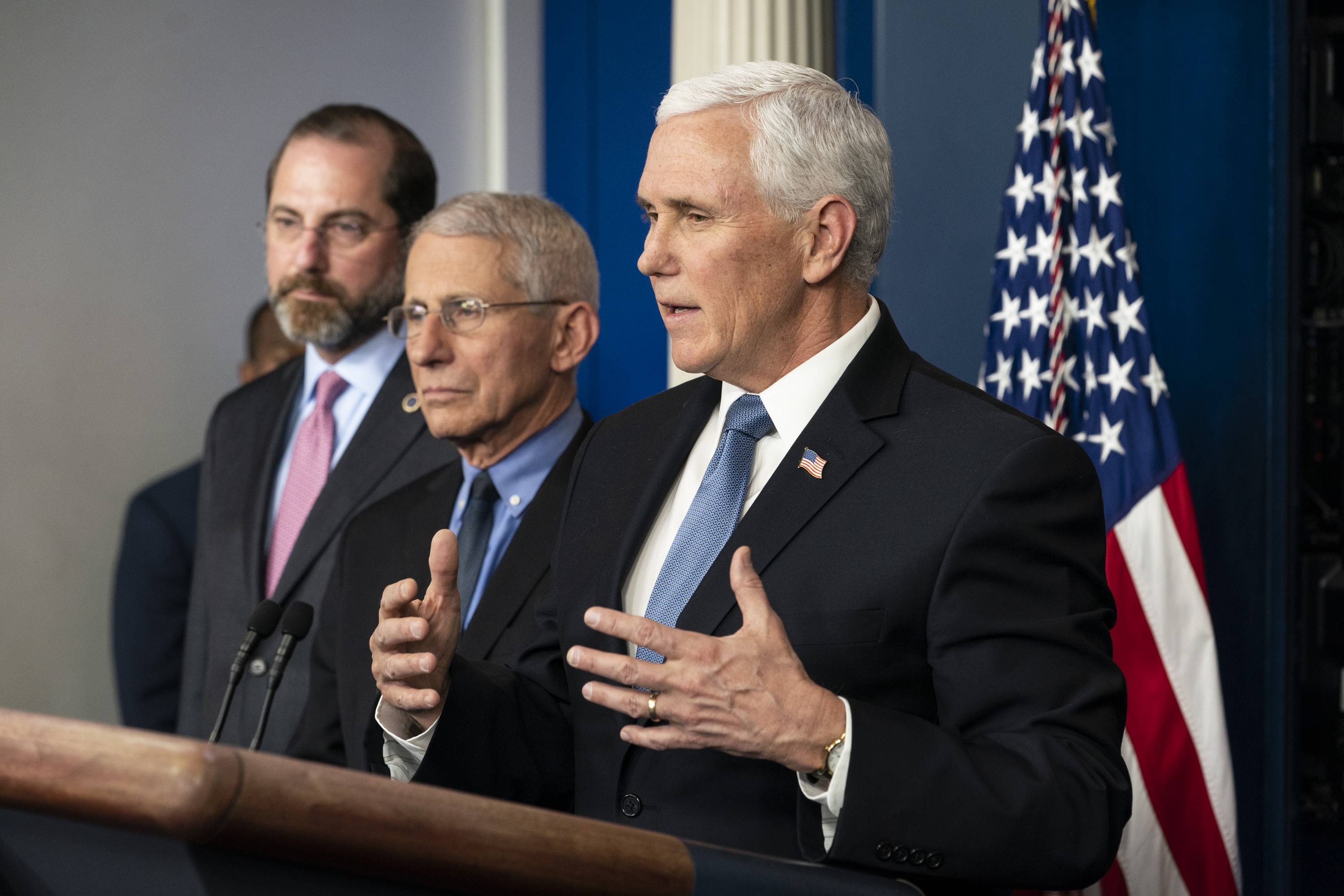
Выступление Майка Пенса на брифинге 29 февраля 2020 года. Рядом с ним стоят Алекс Азар и Энтони Фаучи

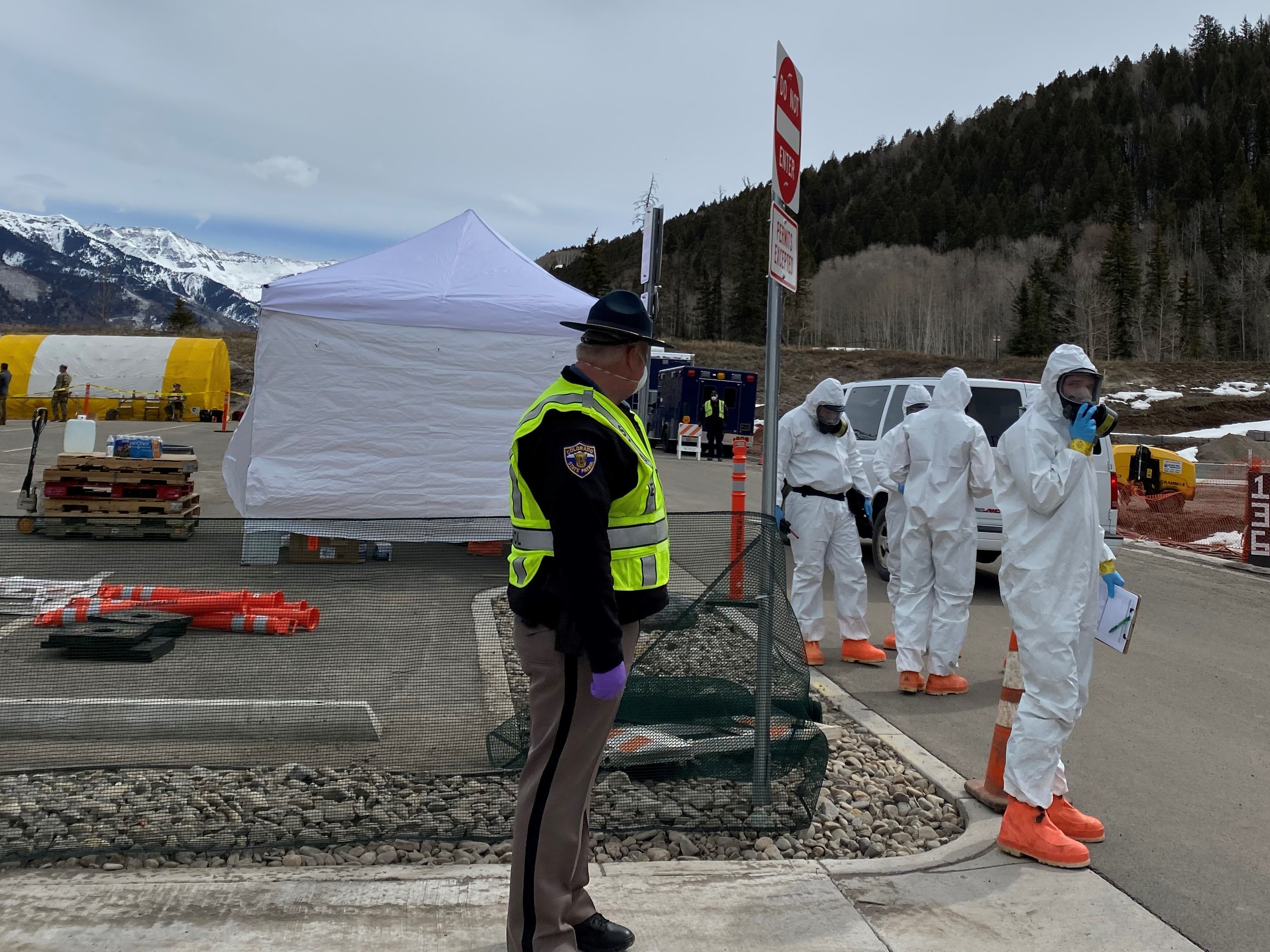
Тестирование проезжающих водителей на COVID-19 в Колорадо

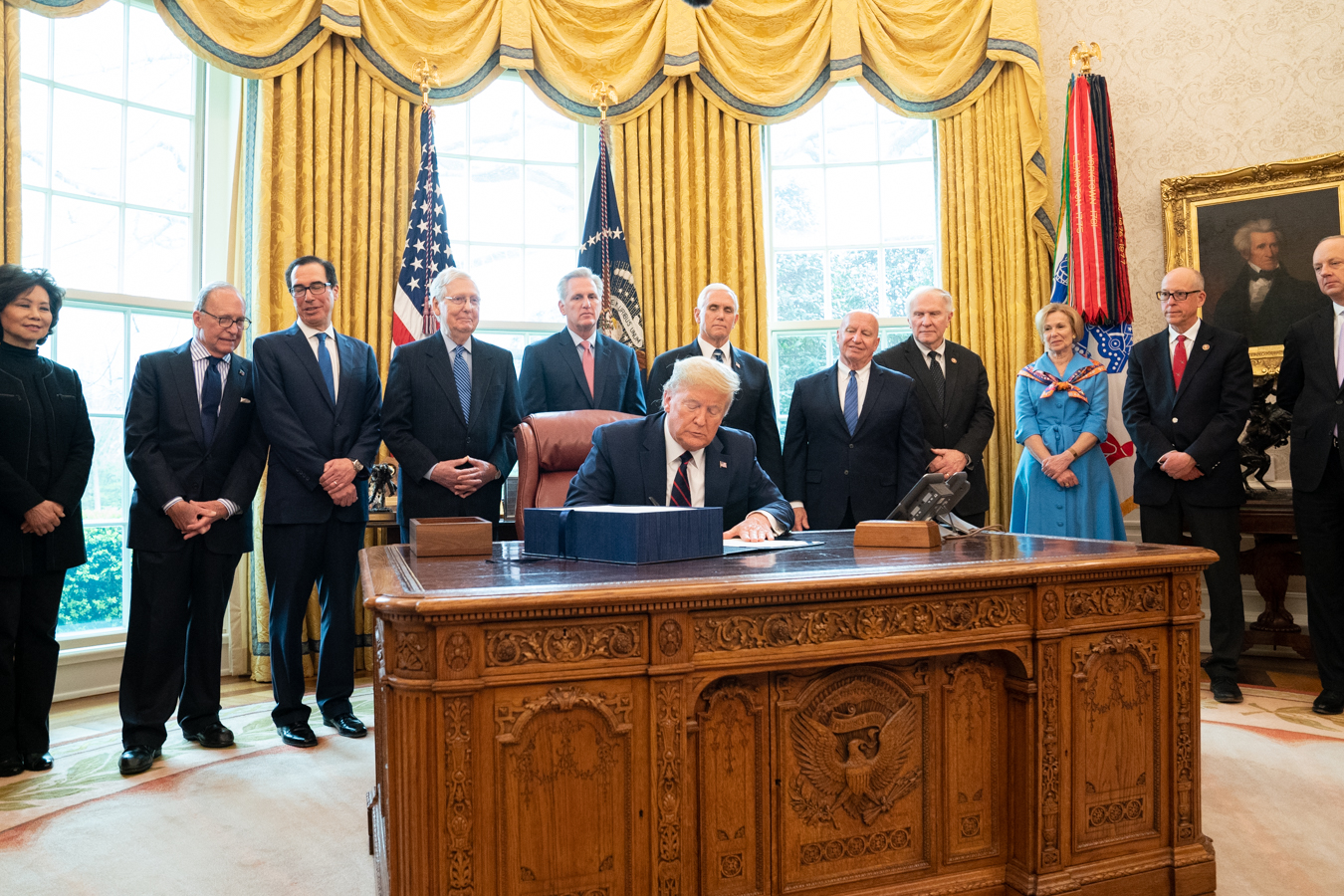
Президент США Дональд Трамп подписывает закон о выделении 2 триллионов долларов для поддержки экономики

29 января 2020 года президент США Дональд Трамп объявил о создании оперативной рабочей группы (White House Coronavirus Task Force) «по мониторингу, предотвращению, сдерживанию и ослаблению» распространения COVID-19. Главой рабочей группы был назначен министр здравоохранения и социальных служб США Алекс Азар.
31 января Дональд Трамп объявил о введении чрезвычайной ситуации в области здравоохранения (Public health emergency) и анонсировал введение ограничений для  путешествий из Китая: был закрыт въезд в страну всех лиц из Китая или недавно побывавших в Китае и не являющихся гражданами США. Это был первый случай введения карантинного запрета на въезд в США за последние 50 лет. Также был введён обязательный двухнедельный карантин для граждан США, вернувшихся из Уханя.
26 февраля 2020 года Трамп назначил вице-президента Майка Пенса ответственным за координацию государственной политики по борьбе с коронавирусной инфекцией. В тот же день в Сакраменто, Северная Калифорния, был зарегистрирован первый в США случай заболевания COVID-19 «неустановленного происхождения»: человек «не имел установленного риска воздействия вируса после путешествия или близкого контакта с другим заражённым». Случай был подтверждён Центром по контролю и профилактике заболеваний США в Северной Калифорнии.
17 марта 2020 года Федеральному агентству по управлению в чрезвычайных ситуациях было поручено обеспечивать снабжение штатов и городов США медикаментами, масками и прочими необходимыми медицинскими принадлежностями.
12 марта 2020 года Центры по контролю и профилактике заболеваний США рекомендовали гражданам США воздержаться от поездок в Китай, Европу, Иран, Малайзию и Южную Корею. Через неделю Государственный департамент США рекомендовал всем гражданам США воздержаться от любых поездок из страны, а находящимся за рубежом — «организовать немедленное возвращение в Соединённые Штаты», если только они не готовы оставаться за границей «неопределённо долгий период». 19 марта Государственный департамент США приостановил выдачу виз в американских посольствах по всему миру.
Тестирование на коронавирусную инфекцию COVID-19 в США началось ещё в январе, но оно шло медленно: к 28 февраля было проведено лишь 4 тысячи тестов. К 20 марта было проведено 100 тысяч тестов. Тесты начали проводить частные компании по всей стране. К середине марта в ряде штатов начали проводить тесты для водителей в формате «не выходя из машины» (англ. drive-through testing), хотя их использование было ограниченным из-за низкой скорости работы и недостатка наборов для тестирования. К 31 марта в США было проведено более 1 миллиона тестов на COVID-19.
К 21 марта 2020 года губернаторы Нью-Йорка, Калифорнии и некоторых других штатов организовали карантинные мероприятия, связанные с приостановкой деятельности предприятий и введением запретов на выход людей из дома. Финансовые организации, аптеки, больницы, ряд продуктовых магазинов и транспортных компаний не попадали под ограничения. Также был введён запрет на любые собрания людей.
22 марта 2020 года Трамп объявил о том, что к борьбе с пандемией в Калифорнии, Нью-Йорке и Вашингтоне будет привлечена Национальная гвардия США, а Федеральное агентство по управлению в чрезвычайных ситуациях разместит крупные медпункты на тысячи коек в этих трёх штатах.
25 марта 2020 года Сенат США единогласно одобрил законопроект о выделении 2 триллионов долларов для поддержки экономики из-за пандемии COVID-19. Он включает в себя 500 млрд долларов займов для крупных компаний, 350 млрд долларов для поддержки малого бизнеса, 250 млрд долларов для прямых выплат гражданам, ещё 250 млрд долларов для выплаты пособий по безработице, 150 млрд долларов выплат пострадавшим штатам и муниципалитетам и 130 млрд долларов для больниц. Граждане США, чей скорректированный валовый доход не превышает 75 000 долларов в год, получат прямые выплаты от государства в размере 1200 долларов на взрослого (семейные пары, чей годовой доход не превышает 150 000 долларов, получат 2400 долларов), дополнительно предусмотрены выплаты в размере 500 долларов на каждого ребёнка. 27 марта Палата представителей США одобрила законопроект, после чего он был подписан президентом Трампом. Этот пакет мер экономической поддержки стал крупнейшим за всю историю США.
20 апреля 2020 года Дональд Трамп пообещал временно приостановить иммиграцию в США с целью защиты рабочих мест американских граждан. 22 апреля Трамп подписал приказ о приостановке выдачи грин-карт на 60 дней.
21 и 23 апреля 2020 года Сенат и Палата представителей США соответственно одобрили законопроект о дополнительном стимулировании экономики на 484 млрд долларов, а 24 апреля его подписал Дональд Трамп. Закон предусматривает выделение 321 млрд долларов на поддержку малого бизнеса, 60 млрд — на кредитование бизнеса, 75 млрд — на финансирование больниц, 25 млрд — на расширение программы тестирования на коронавирусную инфекцию.
В начале ноября 2021 года федеральное Управление по охране труда обязало все компании со штатом более ста человек обязать своих сотрудников пройти вакцинацию от COVID-19 до 4 января 2022 года, либо еженедельно сдавать тест на COVID-19. Однако ряд компаний, а также власти нескольких американских штатов, оспорили это решение в суде. Федеральный апелляционный суд Пятого округа признал, что оно выходит за рамки полномочий федерального правительства и, возможно, нарушает Конституцию США. В результате исполнение этого решения было приостановлено.

## Экономические последствия
20 марта инвестиционный банк Goldman Sachs спрогнозировал снижение ВВП США во втором квартале 2020 года на 24 % и рост безработицы до 9 %. Ряд аналитиков полагает, что к середине марта рецессия в США уже началась.
Индекс деловой активности в промышленности США в мае составил 43,1 % (в апреле он составлял 41,5 %), что может свидетельствовать о «постепенном восстановлении» американской экономики.

### Сокращение авиаперелётов
К середине марта большинство американских и иностранных авиакомпаний, работающих в США, значительно сократили количество внутренних и международных рейсов из-за запретов и резкого снижения спроса.

### Влияние на финансовые рынки

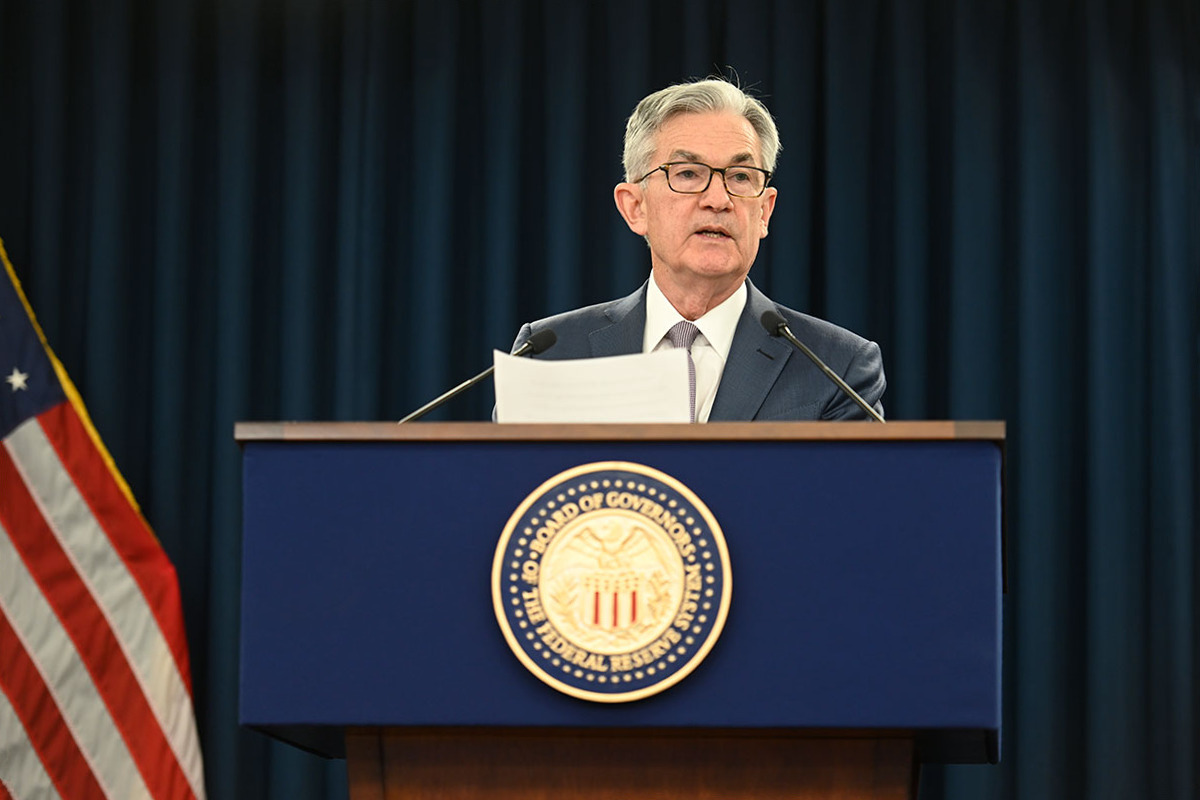
3 марта председатель ФРС США Джером Пауэлл анонсировал снижение базовой процентной ставки на 50 пунктов (0,5 %) на фоне «рисков для экономической активности» из-за COVID-19

27 февраля 2020 года Промышленный индекс Доу Джонса (DJIA) упал на 1191 пунктов, что стало рекордным падением за день этого индекса за всю историю его существования. С тех пор этот рекорд был побит ещё пять раз: 9 марта (-2013), 11 марта (-1465), 12 марта (-2353) и 16 марта (-2997 пунктов). С 21 января по 1 марта индекс Доу Джонса потерял более 3500 пунктов, сократившись на 13 %.
Индекс S&P 500 27 февраля упал на 4,4 %. С 20 по 27 февраля индекс S&P 500 потерял 10 %, что стало самым быстрым падением этого индекса за всю историю.
11 марта фьючерсы по биржевым индексам резко упали на фоне выступления Дональда Трампа, объявившего о запрете въезда в США из стран ЕС. На следующий день, несмотря на обещание ФРС предоставить 1,5 триллиона долларов для поддержки финансовой системы, Промышленный индекс Доу Джонса снизился на 10 %, что стало крупнейшим падением индекса со времён Чёрного понедельника 1987 года.
13 марта на фоне заявления Дональда Трампа о введении в США чрезвычайного положения и комплекса мероприятий по поддержке экономики основные индексы США выросли более чем на 9 %.
К 18 марта инвесторы начали избавляться от активов, ранее считавшихся «надёжными» во время экономических кризисов, включая государственные ценные бумаги и золото, переходя к наличным.

### Рост безработицы
Количество обращений граждан США за пособиями по безработице выросло с 211 000 в первую неделю марта до 281 000 во вторую неделю марта. Таким образом, прирост обращений составил 70 000 или 33 %, что стало самым большим приростом этого показателя в процентном соотношении с 1992 года. К концу третьей недели марта (21 марта) количество обращений за пособием по безработице составило 3,28 млн, что стало рекордным показателем с момента начала публикации отчётов Министерством труда США в 1967 году. Через неделю был установлен новый рекорд: количество заявок на пособие по безработице составило 6,65 млн. К 18 апреля общее число американцев, подавших заявки на пособие по безработице, превысило 26 миллионов. По итогам июня доля безработных в США составила 11,1 %.

### Влияние на ресторанную индустрию

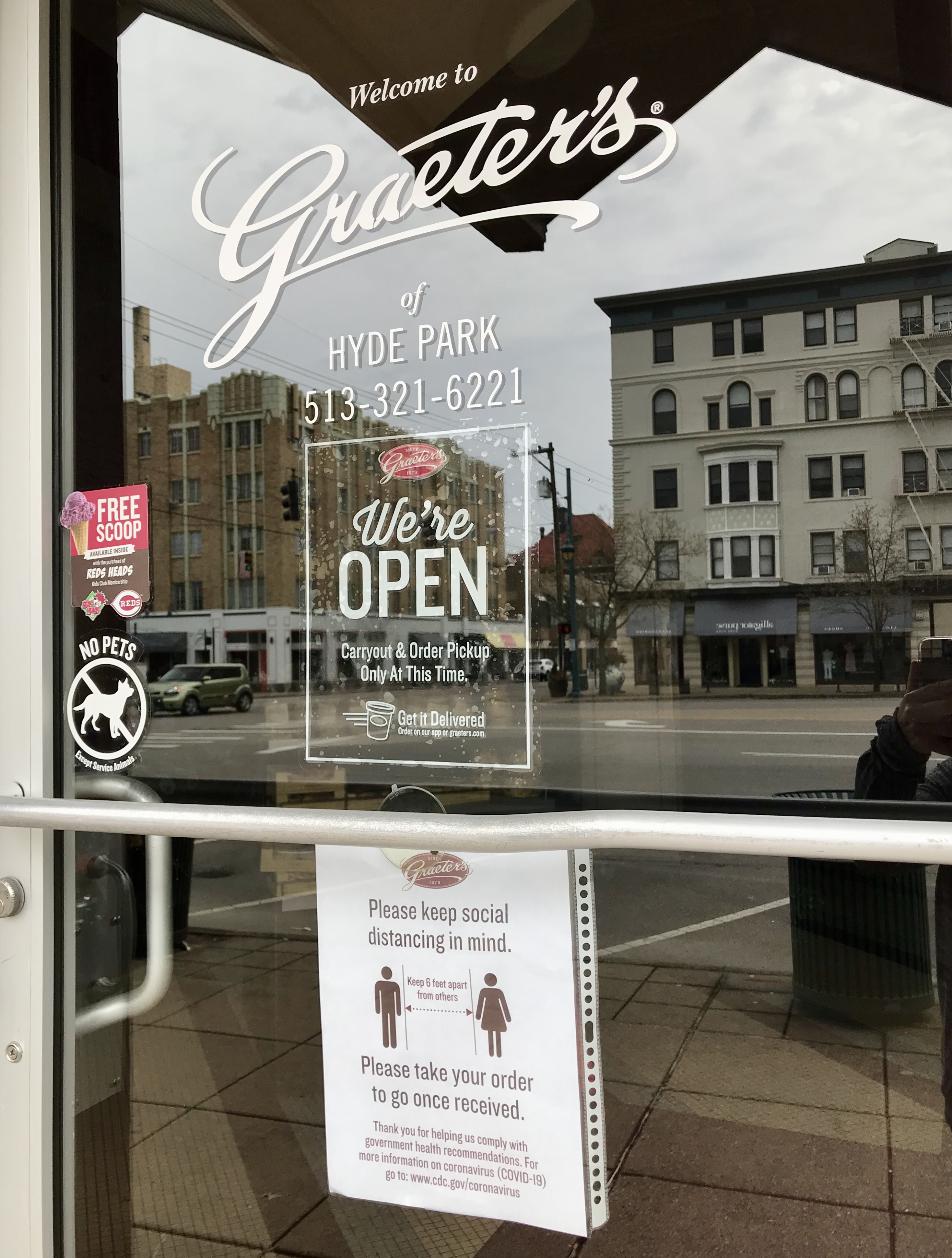
Вывеска на двери ресторана, работающего навынос

Пандемия COVID-19 негативно отразилась на ресторанной индустрии по всему миру из-за ограничительных и карантинных мероприятий, что привело к временным увольнениям работников индустрии и убыткам для предприятий общепита.
Национальная ресторанная ассоциация США (National Restaurant Association) прогнозировала на 2020 год продажи по всей ресторанной отрасли США в размере 899 млрд долларов США. В феврале 2020 года в ресторанной отрасли работало более 15 млн человек, что составляло около 10 % трудовых ресурсов США. По оценкам, ещё около 10 % работников в США трудоустроено в связанных отраслях, включая производство продуктов питания, грузоперевозки, службы доставки.
15 марта губернатор Огайо Майк Деуайн и глава департамента здравоохранения Огайо Эйми Эктон подписали указ о закрытии всех баров и ресторанов в штате для предотвращения распространения вируса, отметив, что правительство «поддерживает предоставление ресторанами услуг еды навынос и служб доставки, однако запрещается допускать скопление людей». На следующий день примеру Огайо последовали Иллинойс, Коннектикут, Нью-Йорк, Нью-Джерси и Мэриленд. К 21 марта не менее 25 штатов США закрыли рестораны и бары.
Группа рестораторов в Нью-Йорке и Цинциннати обратилась к правительству с просьбой о помощи небольшим несетевым ресторанам. 19 марта группа из более чем 20 ресторанов Нью-Йорка составила петицию к правительству с просьбой принять меры по снижению арендной платы, отмены налогов с продаж и заработной платы и объявление «полноценного, санкционированного закрытия предприятий сферы ресторанного и гостиничного бизнеса», а не просто запрета на работу ресторанов, что активировало бы страховое покрытие для пострадавших бизнесов. 20 марта группа ресторанов Цинциннати попросила федеральное правительство выделить 225 млрд долларов для спасения ресторанной индустрии США.
Некоторые сети ресторанов США изменили свои текущие регламенты работы для предотвращения распространения вируса, в частности, закрыв столовые залы и предоставляя только услуги по продаже еды навынос в соответствии с рекомендациями по социальному дистанцированию.
20 марта McDonald’s закрыл 50 ресторанов своей сети в США. 21 марта сеть Starbucks объявила о том, что все её заведения в США и Канаде будут работать только в формате автокафе и курьерской доставки.
В апреле 60 % владельцев ресторанов в США заявили, что существующих мер федеральной поддержки ресторанной отрасли недостаточно для выплаты всем сотрудникам заработной платы. Ресторанная отрасль США отчиталась об убытках в размере 30 млрд долларов США в марте и прогнозирует убытки в размере 50 млрд в апреле и 240 млрд к концу года.

## Социальные последствия
Для минимизации распространения инфекции проводятся мероприятия по изоляции заболевших, организации карантинных мероприятий, рекомендуется или предписывается социальное дистанцирование во время групповой деятельности. Меры включают закрытие школ, розничных магазинов, рабочих мест, перенос или отмену спортивных и развлекательных мероприятий.

### Карантинные мероприятия

Штаты и округа США, объявившие о введении запрета покидать дома без необходимости
Вступление в силу с 15 по 21 марта
Вступление в силу с 22 по 28 марта
Вступление в силу с 29 марта до 4 апреля
Вступление в силу с 5 до 11 апреля
Полная карта, включая города

Ряд городов и штатов ввёл в действие исключительные карантинные меры с целью ограничения распространения вируса.
- Нью-Йорк. Все бизнесы «не первой необходимости» должны закрыть свои офисы, за исключением финансовых учреждений, ритейлеров, аптек, больниц, новостных агентств, заводов и транспортных компаний. Казино, тренажёрные залы, театры, торговые и развлекательные центры приостанавливают свою работу. Запрещаются любые не относящиеся к «экстренным» собрания людей. Люди должны сохранять дистанцию друг от друга не менее 6 футов. Жители Нью-Йорка в возрасте 70 лет и старше, а также люди с ослабленной иммунной системой или другими заболеваниями должны оставаться дома, в компании других людей носить маску и тестировать всех своих визитёров на наличие повышенной температуры тела[63].
- Калифорния. Губернатор Калифорнии подписал указ о запрете покидать дома без необходимости, за исключением выхода из дома для приобретения еды, заботы о родственнике или друге, получения медицинской помощи или для выхода на «критически важную работу». Люди, работающие в критически важных инфраструктурных отраслях продолжат ходить на работу, но должны держаться друг от друга на расстоянии минимум 6 футов. Закрываются все находящиеся в помещениях рестораны, бары, ночные клубы, развлекательные центры, тренажёрные залы и фитнес-студии, хотя часть ресторанов может продавать свои блюда «на вынос». Заправки, аптеки, продуктовые магазины, мини-маркеты, банки и прачечные продолжают работу[63].

Похожие ограничения, включая закрытие отелей, были введены во многих штатах.
| Штат               | Начало запрета | Снятие запрета |
| ------------------ | -------------- | -------------- |
| Айдахо             | 25 марта 2020  | 30 апреля 2020 |
| Алабама            | 4 апреля 2020  | 30 апреля 2020 |
| Аляска             | 28 марта 2020  | 24 апреля 2020 |
| Аризона            | 31 марта 2020  | 15 мая 2020    |
| Вашингтон          | 23 марта 2020  | 4 мая 2020     |
| Вермонт            | 25 марта 2020  | 15 мая 2020    |
| Вирджиния          | 30 марта 2020  | 10 июня 2020   |
| Висконсин          | 25 марта 2020  | 26 мая 2020    |
| Гавайи             | 25 марта 2020  | 31 мая 2020    |
| Делавэр            | 24 марта 2020  | 15 мая 2020    |
| Джорджия           | 3 апреля 2020  | 30 апреля 2020 |
| Иллинойс           | 21 марта 2020  | 30 мая 2020    |
| Индиана            | 24 марта 2020  | 1 мая 2020     |
| Западная Вирджиния | 24 марта 2020  | 4 мая 2020     |
| Калифорния         | 19 марта 2020  |                |
| Канзас             | 30 марта 2020  | 3 мая 2020     |
| Кентукки           | 26 марта 2020  |                |
| Колорадо           | 26 марта 2020  | 26 апреля 2020 |
| Коннектикут        | 23 марта 2020  | 20 мая 2020    |
| Луизиана           | 23 марта 2020  | 15 мая 2020    |
| Массачусетс        | 24 марта 2020  | 18 мая 2020    |
| Миннесота          | 27 марта 2020  | 18 мая 2020    |
| Миссисипи          | 3 апреля 2020  | 27 апреля 2020 |
| Миссури            | 6 апреля 2020  | 3 мая 2020     |
| Мичиган            | 24 марта 2020  | 15 мая 2020    |
| Монтана            | 28 марта 2020  | 26 апреля 2020 |
| Мэн                | 2 апреля 2020  | 30 апреля 2020 |
| Мэриленд           | 30 марта 2020  | 15 мая 2020    |
| Невада             | 1 апреля 2020  | 15 мая 2020    |
| Нью-Гэмпшир        | 27 марта 2020  | 4 мая 2020     |
| Нью-Джерси         | 21 марта 2020  | 5 июня 2020    |
| Нью-Мексико        | 24 марта 2020  | 15 мая 2020    |
| Нью-Йорк           | 22 марта 2020  | 15 мая 2020    |
| Огайо              | 23 марта 2020  | 1 мая 2020     |
| Округ Колумбия     | 1 апреля 2020  | 15 мая 2020    |
| Орегон             | 23 марта 2020  |                |
| Пенсильвания       | 1 апреля 2020  | 8 мая 2020     |
| Род-Айленд         | 28 марта 2020  | 8 мая 2020     |
| Северная Каролина  | 30 марта 2020  | 8 мая 2020     |
| Теннесси           | 31 марта 2020  | 30 апреля 2020 |
| Техас              | 2 апреля 2020  | 30 апреля 2020 |
| Флорида            | 3 апреля 2020  | 4 мая 2020     |
| Южная Каролина     | 7 апреля 2020  | 4 мая 2020     |

1. 1 2  Рекомендательный указ.

К середине апреля 2020 года в ряде штатов США (включая Мичиган, Кентукки, Огайо, Юту, Северную Каролину и Вирджинию) начались протесты с призывами снятия запретов на выход из дома и открытия магазинов, школ, религиозных учреждений.
В конце апреля — начале мае началось постепенное снятие запретов. К середине мая 2020 года в большинстве штатов США запреты на выход из дома были сняты, однако ряд ограничений сохранялся.

### Закрытие школ
К 13 апреля 2020 года в США были закрыты 124 тысячи государственных и частных школ, обучение в которых проходили более 55 млн учащихся.
Многие крупные университеты США, включая Гарвардский университет, Корнеллский университет и Университет Южной Каролины, отменили занятия и закрыли общежития. Большинство колледжей и университетов расширили свои программы дистанционного обучения.

### Влияние на спорт

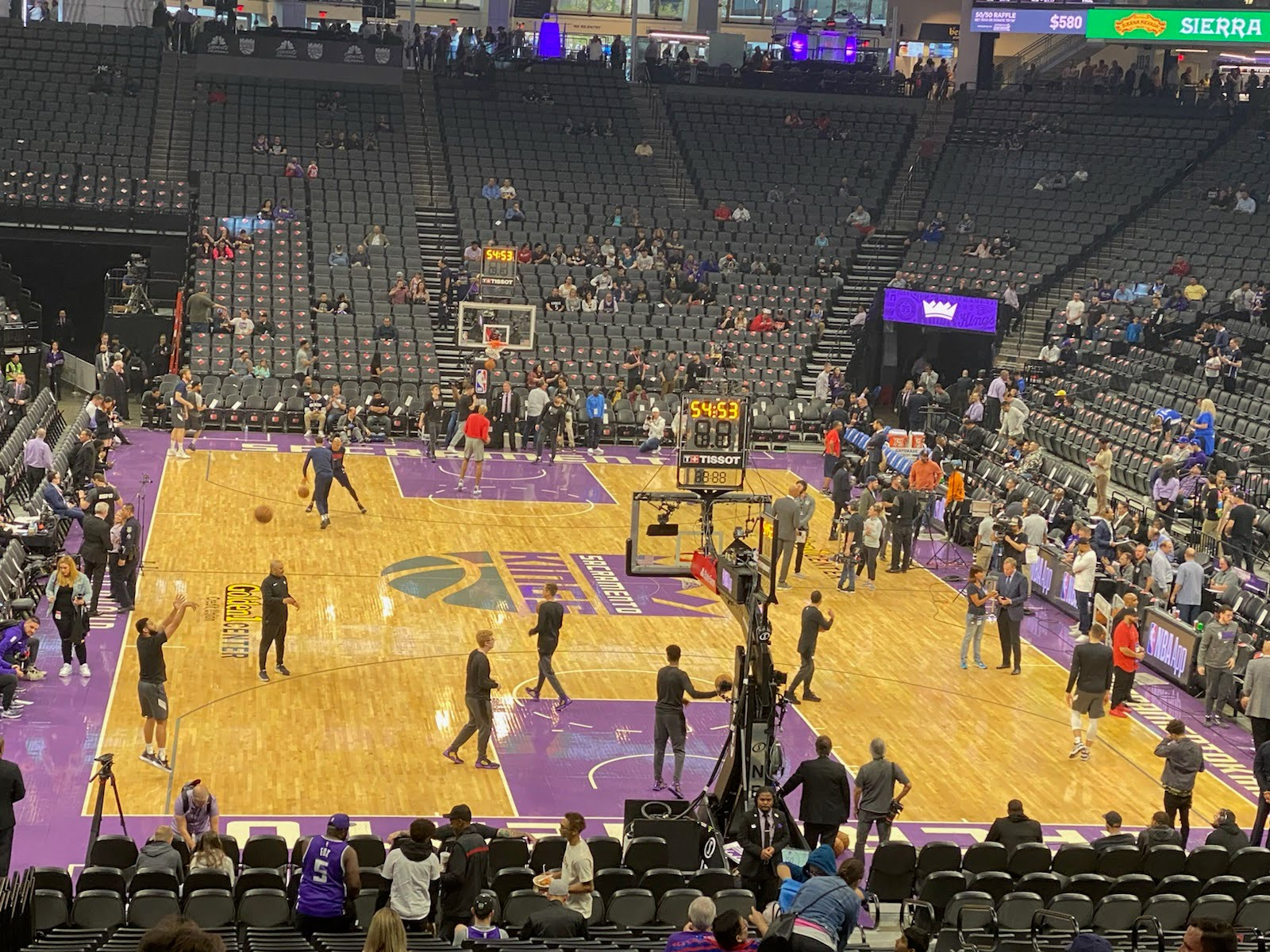
НБА стала первой спортивной лигой в США, приостановившей свои матчи

Из-за распространения COVID-19 практически все спортивные профессиональные лиги США приостановили розыгрыши своих сезонов, включая Национальную баскетбольную ассоциацию, Национальную хоккейную лигу, Главную лигу бейсбола и Главную лигу футбола (MLS).
12 марта Национальная ассоциация студенческого спорта объявила об отмене ежегодных мужских и женских баскетбольных турниров и турниров по борьбе. Таким образом, мужской баскетбольный турнир NCAA не состоится впервые за всю его 81-летнюю историю.
Теннисный турнир Indian Wells Masters, который ежегодно проходил в Индиан-Уэллсе, был отменён. Теннисные турниры ATP Tour и WTA Tour были отложены, а Открытый чемпионат Майами по теннису был отменён.
16 марта ассоциация NASCAR отменила все гонки до 3 мая. IndyCar Series также объявила об отмене всех гонок до конца апреля.
Организатор соревнования по гольфу Players Championship PGA Tour сначала объявил о том, что турнир будет проходить без зрителей, а затем отменил розыгрыш турнира.

### Отменённые мероприятия
Из-за распространения COVID-19 в США были отменены или проведены только в формате потокового вещания многие технологические конференции, включая конференцию для разработчиков на платформах Apple Worldwide Developers Conference (WWDC), ежегодную выставку индустрии компьютерных игр Electronic Entertainment Expo, конференции Facebook F8, Google I/O и Cloud Next и саммит Microsoft MVP.
29 февраля Американское физическое общество отменило свой ежегодный мартовский съезд, который должен был пройти в Денвере со 2 по 6 марта, хотя многие из более чем 11 000 участников уже прибыли в город для подготовки к участию в мероприятии.
6 марта был отменён фестиваль South by Southwest (SXSW), запланированный на даты с 13 по 22 марта в Остине (Техас). Отмена мероприятия не была застрахована. В 2019 году конференции и фестивали SXSW посетили 73 716 человек, потратив 200 млн долларов США, а общий вклад фестиваля в экономику Остина оценивался в 356 млн долларов США, что составило 4 % от годового дохода гостиничного и туристического сектора города.
В марте был отменён музыкальный фестиваль Ultra Music Festival в Майами, а фестиваль Коачелла в Индио (Калифорния) был перенесён на октябрь.

### Ксенофобия и расизм
В прессе сообщалось о множестве случаев проявления ксенофобии и расизма в связи с распространением COVID-19 США, направленных против китайцев и других американцев азиатского происхождения. Также появлялись сообщения о том, что в ответ на это американцы азиатского происхождения закупают огнестрельное оружие. ФБР выпустило предупреждение о том, что группировки, придерживающиеся идеологии неонацизма и превосходства белых, призывают своих членов и сторонников, заразившихся коронавирусной инфекцией, «распространять вирус через жидкости тела и личный контакт» среди евреев и полицейских.
Некоммерческая организация Media Matters for America обвинила канал Fox News Channel в пропаганде расизма за регулярное использование в телеэфире терминов «китайский вирус» (англ. Chinese virus) и «уханьский вирус» (англ. Wuhan virus).

### Влияние на пенитенциарную систему
Из-за распространения COVID-19 некоторые тюрьмы в США начали выпускать часть заключённых, «уязвимых для инфекции».

### Религиозные службы
Влияние ограничительных мер на религиозные учреждения в США отличается в зависимости от конкретного штата. Часть церквей приостановила проведение служб, часть начала проводить их через интернет, часть продолжила свою деятельность в обычном режиме. Некоторые штаты, издавшие указы о запрете больших собраний (например, Огайо и Нью-Йорк), исключили из-под их действия религиозные организации.

### Вооружённые силы
По сообщению Пентагона от 6 апреля общее количество американских военнослужащих, инфицированных COVID-19, достигло 1000 человек. По данным на 9 апреля 2020 года COVID-19 был обнаружен у экипажей как минимум трёх американских ударных авианосцев (из 11, находящихся в строю). Пострадавшими экипажами оказались команды авианосцев «Рональд Рейган», «Нимитц» и «Теодор Рузвельт». По сообщению министра обороны США Марка Эспера от 9 апреля COVID-19 был подтверждён у менее чем 0,09 % военнослужащих США, что ниже, чем в целом по населению США (0,13 %).

### Критика действий администрации США в СМИ
Журналисты ряда изданий считают, что администрация Трампа изначально стремилась перенести ответственность за борьбу с пандемией на власти штатов.
Также в СМИ отмечалось отсутствие единой позиции среди представителей действующей администрации по отношению к угрозе дальнейшего распространения коронавируса. Так, несмотря на заявление директора Национального института аллергических и инфекционных заболеваний Энтони Фоси о маловероятности полного уничтожения вируса, в начале августа 2020 года президент Трамп выразил уверенность, что инфекция «уйдет».

## Статистика

Подтверждённые случаи заболевания COVID-19 по штатам и территориям США Нет подтверждённых случаев <2500 случаев 2500—9999 случаев 10 000—49 999 50 000—150 000 >150 000 случаев
Подтверждённые случаи заболевания COVID-19 по округам
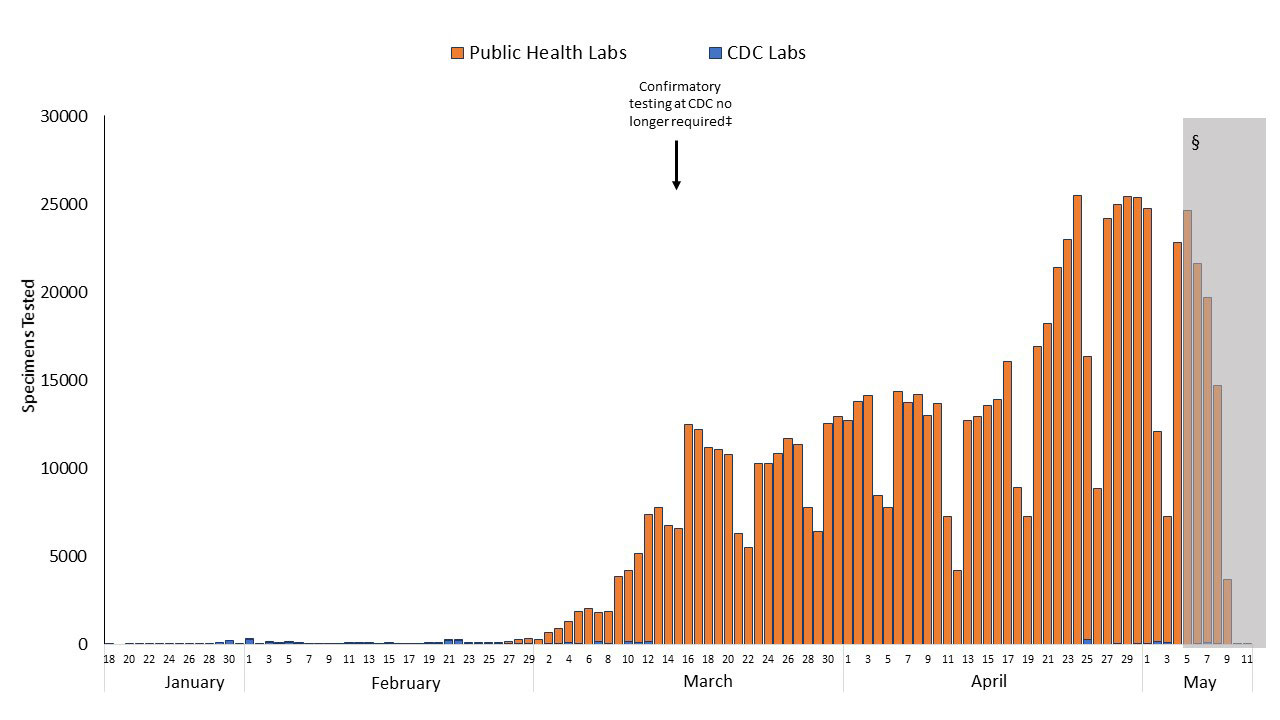
Количество ежедневных тестов на SARS CoV-2 в США
Количество заболевших (синий) и умерших (красный) на логарифмической шкале

Вышеприведённые значения основаны на данных CDC.